# 마쓰오정
마쓰오정(松尾町)은 구주쿠리 해안의 중앙에 위치했던 지바현 산부군의 정이다.
2006년 3월 27일, 산부정, 나루토정, 하스누마촌과 합병, 시로 승격해  산무시가 되었기 때문에 소멸하였다.

## 지리
산부군 북부 중앙, 지바시에서 30km권, 나리타 국제공항에서 13km 정도 떨어진 곳에 위치한다. 마을 중앙을 JR 소부 본선과 국도 126호선이 동서로 가로지르며, 이를 따라 중심 시가지가 존재한다.
남부 지역은 충적평야, 북부 지역은 해발 40m 정도의 구릉이 기복이 심해 삼림지대를 형성하고 있다.

## 역사
- 1889년 4월 1일 - 정촌제 시행에 수반해 무사군 마쓰오촌이 성립하였다.
- 1897년 4월 1일 - 군제 시행에 수반해 무사군, 야마베군과 합병해, 산부군이 되었다.
- 1898년 8월 31일 - 정으로 승격해 마쓰오정이 되었다.
- 1955년 2월 1일 - 오히라촌, 도요오카촌이 합병해 새로운 마쓰오정이 성립하였다.
- 2006년 3월 27일 - 산부정, 나루토정, 하스누마촌과 합병해 산무시가 신설되어, 동일 마쓰오정은 폐지되었다.

## 교통

### 도로
국도
- 국도 제126호선

현도
- 지바현도 제22호선
- 지바현도 제58호선
- 지바현도 제62호선
- 지바현도 제111호선
- 지바현도 제112호선
- 지바현도 제116호선

### 철도
- 동일본 여객철도
  - 소부 본선